# 淘汰2
淘汰2（英语：The Culling 2），是由Xaviant开发，在Steam发售的大逃杀游戏，为游戏《淘汰》的续作。

## 玩法
《淘汰2》玩法与其它大逃杀游戏玩法，每一局游戏最多允许有50名玩家参与，且在这个大型死亡竞赛中争取活至最后。

## 发行
2018年6月中旬，Xaviant宣布准备发售《淘汰2》，从《淘汰》停止开发后一直进行在开发《淘汰2》。
2018年7月10日，Steam商店上线《淘汰2》，游戏有Windows、PlayStation 4和Xbox One版本。游戏发售后15小时左右，游戏人数从最高249逐渐下降到1个人。

## 评价
《淘汰2》在Steam商店的评价是“特别差评”，有152篇玩家评测，好评率仅有13%。
IGN对《淘汰2》给出的分数是2分（满分10分），评价是“即使服务器上有足够的玩家可以开启一场《淘汰2》的对局，我们也不会推荐它。这款游戏把大逃杀完全搞砸了。”

## 停止运营
2018年7月20日，Xaviant宣布关闭《淘汰2》服务器，游戏将从Steam移除，购买过的玩家将获得退款，Xaviant将重心放在前作《淘汰》的重启《淘汰：首日》（The Culling: Day One），《淘汰：首日》为免费游戏。
Xaviant在推特表示：“现在是时候让Xaviant聚集在一起进行一些急需的讨论，并对工作室的未来进行评估。”